# Мађарска на Светском првенству у атлетици на отвореном 2011.
Мађарска је на 13. Светском првенству у атлетици на отвореном 2011. одржаном у Тегу од 27. августа до 4. септембра, учествовала тринаести пут, односно учествовала је на свим првенствима до данас. Репрезентацију Мађарске представљало је 12 такмичара (7 мушкараца и 5 жена) који су се такмичили у 10 дисциплина (5 мушких и 5 женских).,
На овом првенству Мађарска је по броју освојених медаља делила 24. место са једном освојеном медаљом (сребрна). У табели успешности према броју и пласману такмичара који су учествовали у финалним такмичењима (првих 8 такмичара) Мађарска је са 1 учесником у финалу делила 41. место са 7 бодова.
| Плас. | Земља    | 1. место | 2. место | 3. место | 4. место | 5. место | 6. место | 7. место | 8. место | Бр. финал. | Бод. |
| ----- | -------- | -------- | -------- | -------- | -------- | -------- | -------- | -------- | -------- | ---------- | ---- |
| =41.  | Мађарска | 0        | 1        | 0        | 0        | 0        | 0        | 0        | 0        | 1          | 7    |

## Учесници
| Мушкарци: - Тамаш Кази — 800 м - Балаж Баји — 110 м препоне - Лајош Курти — Бацање кугле - Золтан Кеваго — Бацање диска - Роберт Фазекаш — Бацање диска - Кристијан Парш — Бацање кладива - Криштоф Немет — Бацање кладива | Жене: - Кристина Пап — 10.000 м - Викторија Мадарас — Ходање 20 км - Анита Мартон — Бацање кугле - Ева Орбан — Бацање кладива - Ђерђи Живоцки-Фаркаш — Седмобој |  |

## Освајачи медаља (1)

### Сребро (1)
- Кристијан Парш — Бацање кладива

## Резултати

### Мушкарци
| Атлетичар      | Дисциплина     | Лични рекорд | Квалификације   | Квалификације   | Полуфинале            | Полуфинале            | Финале               | Финале       | Детаљи |
| Атлетичар      | Дисциплина     | Лични рекорд | Резултат        | Место           | Резултат              | Место                 | Резултат             | Место        | Детаљи |
| -------------- | -------------- | ------------ | --------------- | --------------- | --------------------- | --------------------- | -------------------- | ------------ | ------ |
| Тамаш Кази     | 800 м          | 1:45,55      | 1:48,29 КВ      | 2. у гр. 6      | 1:46,53               | 5. у гр. 2            | Није се квалификовао | 16 / 43 (44) |        |
| Балаж Баји     | 110 м препоне  | 13,58        | 14,06           | 8. у гр. 2      | Није се квалификовао  | Није се квалификовао  | Није се квалификовао | 30 / 32      |        |
| Лајош Курти    | Бацање кугле   | 20,78        | 20,02           | 7. у гр. Б      |                       |                       | Није се квалификовао | 14 / 52 (64) |        |
| Золтан Кеваго  | Бацање диска   | 69,95        | Дисквалификован | Дисквалификован | Нису се квалификовали | Нису се квалификовали |                      |              |        |
| Роберт Фазекаш | Бацање диска   | 71,70        | Без пласмана    | Без пласмана    | Нису се квалификовали | Нису се квалификовали |                      |              |        |
| Кристијан Парш | Бацање кладива | 82.45        | 77,21 КВ        | 2. у гр. А      | 81,18 ЛРС             |                       |                      |              |        |
| Криштоф Немет  | Бацање кладива | 76,93        | 74,09           | 8. у гр. Б      | Није се квалификовао  | 16 / 35               |                      |              |        |

### Жене
| Атлетичарка       | Дисциплина     | Лични рекорд | Квалификације    | Квалификације    | Полуфинале | Полуфинале | Финале                | Финале       | Детаљи |
| Атлетичарка       | Дисциплина     | Лични рекорд | Резултат         | Место            | Резултат   | Место      | Резултат              | Место        | Детаљи |
| ----------------- | -------------- | ------------ | ---------------- | ---------------- | ---------- | ---------- | --------------------- | ------------ | ------ |
| Кристина Пап      | 10.000 м       | 31:46,47     |                  |                  |            |            | 32:56,02              | 16 / 17 (19) |        |
| Викторија Мадарас | 20 км ходање   | 1:34:37      | Дисквалификована | Дисквалификована |            |            |                       |              |        |
| Анита Мартон      | Бацање кугле   | 18,20        | 17,04            | 9. у гр. Б       |            |            | Нису се квалификовале | 20 / 23 (25) |        |
| Ева Орбан         | Бацање кладива | 71,33 НР     | 68,89            | 6. у гр. Б       | 13 / 30    |            | Нису се квалификовале |              |        |

#### Седмобој
| Дисциплина    | Ђерђи Фаркаш | Ђерђи Фаркаш | Ђерђи Фаркаш | Ђерђи Фаркаш | Ђерђи Фаркаш | Ђерђи Фаркаш |
| Дисциплина    | Лични рекорд | Резултат     | Бод.         | Плас.        | Укупно       | Плас.        |
| ------------- | ------------ | ------------ | ------------ | ------------ | ------------ | ------------ |
| 100 м препоне | 14,09        | 14,32        | 934          | 28.          |              |              |
| Скок увис     | 1,84         | 1,80 ЛРС     | 978          | 16.          | 1.912        | 24.          |
| Бацање кугле  | 13,53        | 12,75        | 711          | 19.          | 2.623        | 23.          |
| 200 м         | 25,44        | 26,35        | 767          | 26.          | 3.390        | 25.          |
| Скок удаљ     | 6,25         | 5,78         | 783          | 26.          | 4.173        | 26.          |
| Бацање копља  | 47,73        | 42,15        | 709          | 16.          | 4.882        | 25           |
| 800 м         | 2:14,05      | 2:14,33 ЛРС  | 902          | 10           |              |              |
| Седмобој      | 6.068        |              |              |              | 5.784        | 24 / 26 (28) |